# Vlag van Schinnen

vlag van de gemeente Schinnen

De vlag van Schinnen werd op 30 mei 1991 vastgesteld als de gemeentelijke vlag van de voormalige Limburgse gemeente Schinnen. Vanaf 2019 is de vlag niet langer als gemeentevlag in gebruik omdat de gemeente Schinnen opging in de gemeente Beekdaelen. 
De vlag bestaat uit zes horizontale banen van gelijke hoogte in de kleuren geel en blauw. In de linkerbovenhoek is een rood vierkant met een wit slangenkopkruis afgebeeld.
De kleuren en het slangenkopkruis zijn afkomstig van het vervallen gemeentewapen van Schinnen. De zes banen verwijzen naar de zes kerkdorpen in de voormalige gemeente Schinnen: Amstenrade, Doenrade, Oirsbeek, Puth, Schinnen en Sweikhuizen. De kleuren zijn de kleuren van de Heren van Schinnen. In de vervallen gemeentewapens van Oirsbeek (samen met Doenrade) en Amstenrade kwam de slangenkopkruis voor, wat de reden is dat de vierkant drie van de zes banen bedekt.

## Verwante afbeeldingen

Wapen van Schinnen
Wapen van Oirsbeek
Wapen van Amstenrade

Ambt Montfort 
· Amby 
· Arcen en Velden 
· Baexem 
· Beegden 
· Belfeld 
· Bemelen 
· Berg en Terblijt 
· Bocholtz 
· Born 
· Broekhuizen 
· Cadier en Keer 
· Echt 
· Eijsden 
· Elsloo 
· Eygelshoven 
· Geleen 
· Grathem 
· Grubbenvorst 
· Haelen 
· Heel 
· Heel en Panheel 
· Heer 
· Helden 
· Herten
· Heythuysen 
· Hoensbroek 
· Horn 
· Horst 
· Hulsberg 
· Hunsel 
· Kessel 
· Klimmen 
· Limbricht 
· Linne 
· Maasbracht 
· Maasbree 
· Margraten 
· Meerlo-Wanssum 
· Meijel 
· Melick en Herkenbosch 
· Montfort 
· Munstergeleen 
· Neer 
· Nieuwenhagen 
· Nieuwstadt 
· Nuth 
· Ohé en Laak 
· Onderbanken 
· Ottersum 
· Posterholt 
· Roggel 
· Roggel en Neer 
· Schaesberg 
· Schinnen 
· Sevenum 
· Sint Odiliënberg 
· Sittard 
· Stevensweert 
· Stramproy 
· Susteren 
· Swalmen 
· Tegelen 
· Thorn 
· Ubach over Worms 
· Ulestraten 
· Urmond 
· Valkenburg-Houthem 
· Vlodrop 
· Wessem 
· Wittem